# Universidad Tufts
La Universidad Tufts (en inglés: Tufts University) es una universidad privada estadounidense, ubicada en las localidades de Somerville y Medford, cerca de Boston, Massachusetts.

## Facultades y escuelas
La universidad está organizada en diez facultades y escuelas, de las cuales seis escuelas son exclusivamente de postgrado, una facultad es exclusivamente de pregrado y el resto ofrecen programas tanto de pregrado como de postgrado

### Pregrado y postgrado
- Escuela de Artes y Ciencias (School of Arts and Sciences)
- Escuela de Ingeniería (School of Engineering)
- Facultad de Ciudadanía y Servicio Público Jonathan M. Tisch (Jonathan M. Tisch College of Citizenship and Public Service)

### Solamente pregrado
- Facultad de Estudios Especiales (College of Special Studies)

### Solamente postgrado
- Escuela de Derecho y Diplomacia Fletcher (Fletcher School of Law and Diplomacy)
- Escuela de Medicina (School of Medicine)
- Escuela de Medicina Dental (School of Dental Medicine)
- Escuela de Medicina Veterinaria Cummings (Cummings School of Veterinary Medicine)
- Escuela de Postgrado en Ciencias Biomédicas Sackler (Sackler School of Graduate Biomedical Sciences)
- Escuela de Ciencia y Política Nutricional Gerald J. y Dorothy R. Friedman (Gerald J. and Dorothy R. Friedman School of Nutrition Science and Policy)

## Historia
Fue fundado como Tufts College en 1852 por la Iglesia Universalista de América, tras una donación de terreno de Charles Tufts para el campus en Walnut Hill. En 1954 cambió de denominación a la actual de Universidad Tufts como forma de resaltar su enorme expansión.

## Campus
Tiene tres campus. El principal se sitúa en Somerville/Medford, a 8 km de Boston. En el barrio de Chinatown de Boston se ubica otro, que acoge las escuelas de Medicina, de Medicina Dental, de Ciencias Biomédicas Sackler y de Ciencia y Política Nutricional Gerald J. y Dorothy R. Friedman. El tercero se encuentra en Grafton y alberga la escuela de Medicina Veterinaria Cummings. Finalmente, en Talloires (Francia) mantiene el campus de sus cursos de verano.

## Deportes
Los deportistas de Tufts, conocidos como "Jumbos" por la mascota de la universidad, el elefante Jumbo, compiten en la New England Small College Athletic Conference de la División III de la NCAA.

## Antiguos alumnos destacados
- Eugene Fama, economista, ganador del Premio en Ciencias Económicas en memoria de Alfred Nobel en 2013.
- Pierre Omidyar, creador de eBay.
- Norbert Wiener, matemático, fundador de la cibernética.
- Juan Luis González Alcántara Carrancá, abogado, ministro de la Suprema Corte de Justicia de la Nación en México.
- Tracy Chapman, cantautora estadounidense.